# Carl Amery
Carl Amery (n. 9 aprilie 1922, München, Republica de la Weimar – d. 24 mai 2005, München, Germania), pseudonimul lui Christian Anton Mayer, a fost un scriitor german și activist al mediului.
Născut în München, a studiat la Universitatea din München, a fost membru al Grupului 47. A decedat în orașul natal, München. 

## Romane și povestiri scurte
| Titlu                                        | An                |
| -------------------------------------------- | ----------------- |
| Der Wettbewerb                               | 1954              |
| Die große deutsche Tour                      | 1958              |
| Das Königsprojekt (Cehă: Kralovsky projekt ) | 1974 (Cehă: 1997) |
| Der Untergang der Stadt din Passau           | 1975              |
| An den Feuern der Leyermark                  | 1979              |
| Im Namen Allahs des Allbarmherzigen          | 1981              |
| Nur einen Sommer gönnt Ihr Gewaltigen        | 1985              |
| Die starke Position oder Ganz normale MAMUS  | 1985              |
| Die Wallfahrer                               | 1986              |
| Das Geheimnis der Krypta                     | 1990              |

## Eseuri
| Titlu | An   |
| --- | ---- |
| Die Kapitulation; oder, Deutscher Katholizismus heute (Capitularea: o analiză a catolicismului contemporan ) | 1963 |
| Fragen an Welt und Kirche. 12 eseuri                                                                         | 1967 |
| Das Ende der Vorsehung. Die Gnadenlosen Folgen des Christentums                                              | 1972 |
| Natur als Politik. Die ökologische Chance des Menschen.                                                      | 1976 |
| G. K. Chesterton oder der Kampf gegen die Kälte                                                              | 1981 |
| Leb wohl, geliebtes Volk der Bayern                                                                          | 1982 |
| Die ökologische Chance                                                                                       | 1985 |
| Das ökologische Problem als Kulturauftrag                                                                    | 1988 |
| Hitler als Vorläufer. Auschwitz - der Beginn des 21. Jahrhunderts?                                           | 1998 |

## Vezi și
- Listă de scriitori de limbă germană/A
- Științifico-fantasticul în Germania
- Franz Rottensteiner
- Listă de scriitori germani de literatură științifico-fantastică